# کف ابر

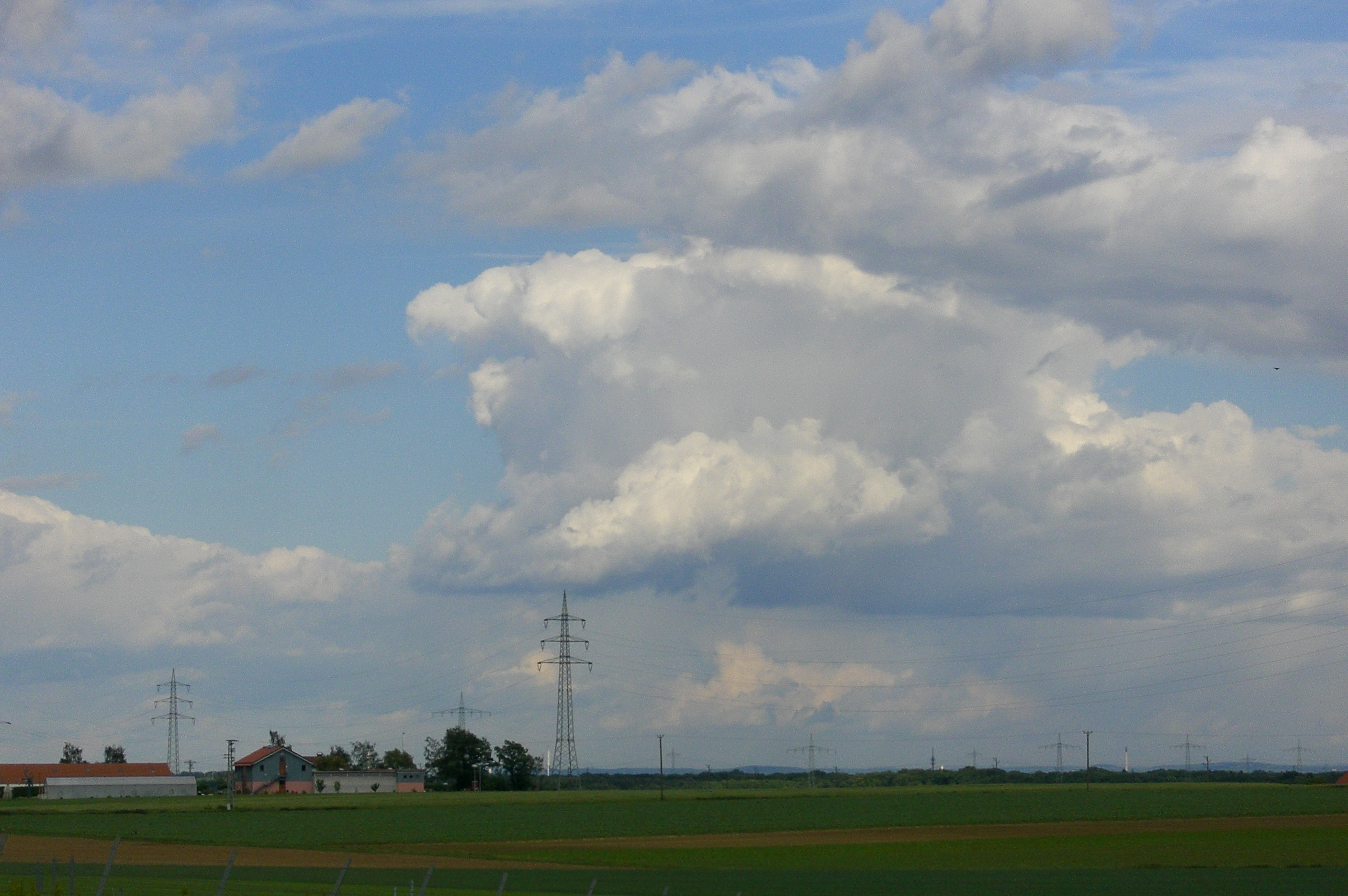
ابر کومه‌ای در یک روز تابستانی برفراز شهر کاندل، آلمان

کف ابر پایین‌ترین ارتفاع بخش قابل دیدن ابر است. یکای اندازه گیری آن متر یا پا از سطح میانگین آب‌های آزاد یا سطح فشار در یکای هکتوپاسکال(برابر با میلیبار) است.